# Ishockey i USA
Ishockey i USA har spelats sedan slutet av 1800-talet, dit spelet kom från Kanada runt 1893. Även om USA haft många NHL-klubbar genom årens lopp, var länge de flesta av de bättre spelarna från Kanada, och USA klassades oftast som "lillebror" då det gällde ishockey. Ishockey blev ett populärt spel i de norra delarna av USA, där klimatet erbjöd bättre förhållanden under utomhusrinkarnas tid, men spelet var aldrig i närheten av till exempel amerikansk fotboll, baseboll och basket i popularitet.

## Landslag
USA:s herrar har som främsta meriter VM-guldet 1933 samt guldet i den kombinerade VM- och OS-turneringen 1960, och OS-guldet 1980. En annan stor seger för USA var slutvinsten i World Cup 1996.
USA:s damer har som främsta meriter OS-guld 1998 samt VM-guld 2005 och VM-guld 2008.
Främsta merit för USA:s juniorer är juniorvärldsmästartiteln 2004.

## National Hockey League
Under 1990-talet ökade spelets popularitet i USA, och många orter i de södra delarna av USA fick NHL-klubbar. 1990-talet innebar bland annat att många NHL-klubbar flyttade söderut, från Kanada och norra USA, till södra USA. NHL spelas i dag både i Kanada och USA. Från New York Rangers Stanley Cup-titel säsongen 1993/1994 har denna titel alltid erövrats av ett lag från USA.

### Fotnoter
1. ↑  ”History of Ice Hockey” (på engelska). UHL. http://www.theuhl.com/history-of-ice-hockey/. Läst 29 juli 2014.